# تپه آغوزدین جمال‌کلا
تپه آغوزدین جمال‌کلا مربوط به دوران پیش از تاریخ ایران باستان تا دوران‌های تاریخی پس از اسلام است و در شهرستان سیمرغ، روستای جمال‌کلا واقع شده و این اثر در تاریخ ۱ مهر ۱۳۸۲ با شمارهٔ ثبت ۱۰۲۷۴ به‌عنوان یکی از آثار ملی ایران به ثبت رسیده است.